# Neidhartspiel

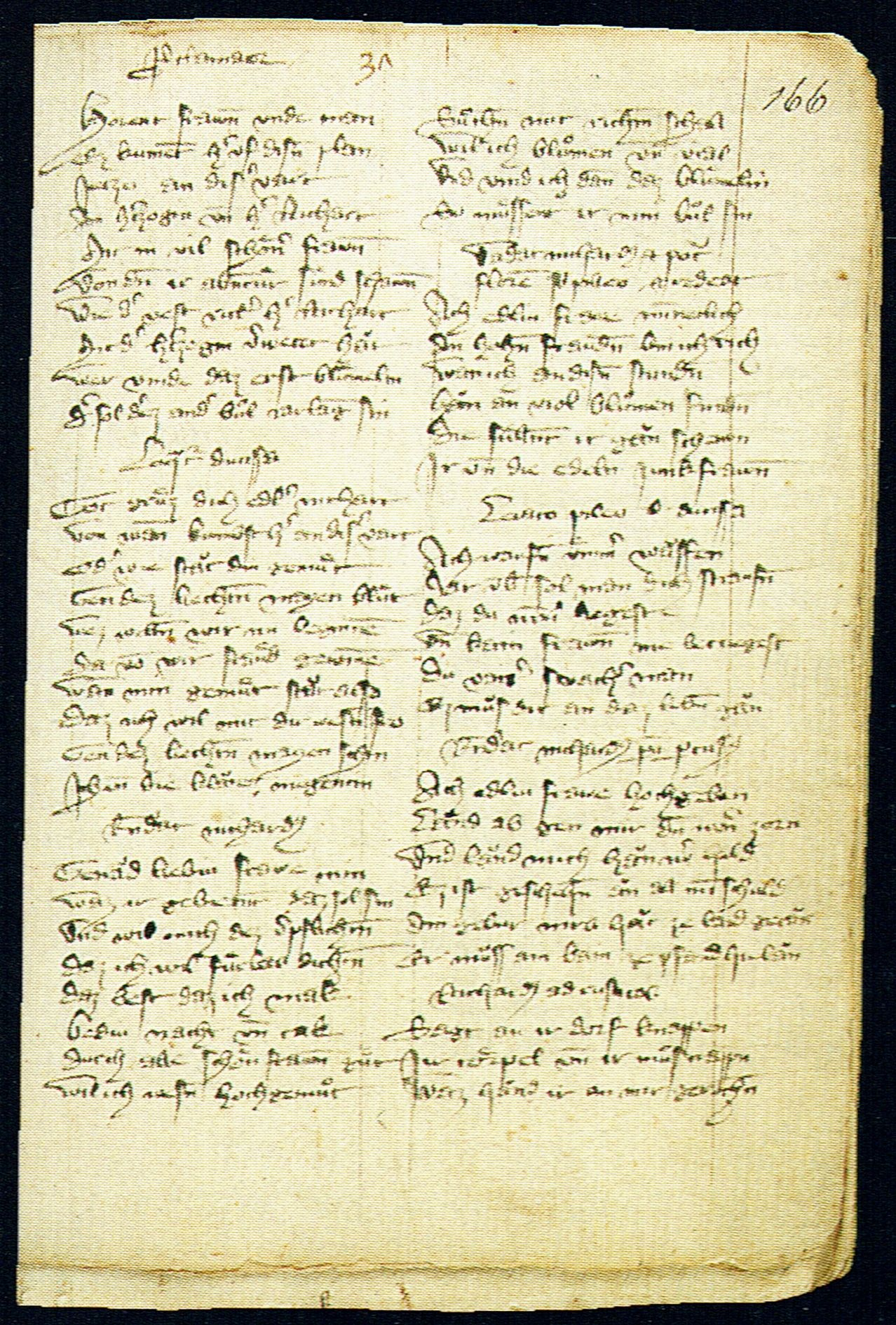
St. Pauler Neidhartspiel, Handschrift des 14. Jahrhunderts

Das Neidhartspiel, benannt nach Neidhart, dem Dichter des 13. Jahrhunderts, ist die älteste nachweisbare Art des weltlichen Dramas im deutschen Sprachraum. Es ist schon im 14. Jahrhundert schriftlich belegt. Inhaltlich spiegelt es in Bezug auf die Schwankerzählung Neidhart Fuchs (1491), die längere Zeit irrtümlich Otto Fuchs zugeschrieben wurde, die historische Figur des Minnedichters wider und gehört wie das Schwankbuch entstehungsgeschichtlich in den österreichischen Raum.

## Stoff und Entwicklung
Neidhart, der durch seine dörperliche Dichtung zugleich den Minnesang parodierte wie auch Kritik an Minnekult und Rittertum übte, steht im Mittelpunkt des Dramenstoffs. Er erscheint hier als ritterlicher Bauernfeind.
Das tragende Element des Spiels ist der so genannte Veilchenschwank. Neidhart findet im Frühling das erste Veilchen auf einer Wiese, bedeckt es mit seinem Hut und geht fort, um es der Herzogin von Österreich zu präsentieren. Nachdem er fortgegangen ist, ersetzen Bauern das Veilchen durch einen Kothaufen. Neidhart kehrt mit der Herzogin und ihrem Hofstaat zurück. Sie tanzen zusammen einen Frühlingsreigen um den Hut, den Neidhart schließlich als vermeintlichen Höhepunkt lüftet. Die beleidigte Herzogin klagt Neidhart an, der sich schließlich grausam an den Bauern rächt.
Die Literaturgeschichtsschreibung sieht die Neidhartspiele wegen des Veilchenschwank-Stoffs in den Jahreszeitenspielen zur Frühlingsfeier aus vorliterarischer Zeit begründet. Mehrere Versionen des Spiels sind erhalten.
- Das St. Pauler Neidhartspiel (um 1350) ist in einer Handschrift des Benediktinerstifts Sankt Paul in Kärnten erhalten mit einem Umfang von 58 Versen in höfisch-stilisierter Sprache. Außer dem Prologsprecher treten nur Neidhart und die Herzogin als sprechende Personen auf.

- Das Sterzinger Szenar ist in einer Dirigierrolle des 15. Jahrhunderts erhalten, das dazugehörende, aber später entdeckte Sterzinger Neidhartspiel enthält 796 Verse und bereits 60 Mitwirkende, von denen 40 als Sprechrollen auftreten. Die Handlung ist um einen weiteren Neidhart-Schwank ergänzt.

- Das Große Neidhartspiel aus dem 15. Jahrhundert umfasst 2268 Verse und 103 Figuren, davon 68 sprechende Personen. Es ist in einer Wolfenbütteler Sammelhandschrift überliefert und zeigt zwar die höfische Sprache, hat aber formal eine Nähe zum geistlichen Spiel. Außer dem üblichen Stoff werden sechs weitere Neidhart-Schwänke sowie eine Teufelsszene aufgenommen.

- Das Kleine Neidhartspiel aus dem späten 15. Jahrhundert, enthalten in derselben Wolfenbütteler Handschrift, enthält 207 Verse. Es ist in der Nähe der Fastnachtsspiele der Meistersinger und enthält nur die Veilchen- sowie die Teufelsszene.

- Das Fastnachtsspiel Der Neidhart mit dem feyhel (1557) von Hans Sachs, das aber unabhängig von der bisherigen Tradition verfasst wurde.